# Rally Valeo de 1989
El Rally Valeo de 1989, oficialmente 6.º Rally Valeo, fue la sexta edición, la cuadragésimo sexta cita de la temporada 1989 Campeonato de Europa de Rally y la undécima de la temporada 1989 del Campeonato de España de Rally. Se celebró del 10 al 12 de noviembre y contó con un itinerario de veintitrés tramos que sumaban un total de 228 km cronometrados.

## Itinerario
| Día   | Tramo | Nombre        | Distancia | Hora  |
| ----- | ----- | ------------- | --------- | ----- |
| Día 1 | TC1   | El Vellón     | km        | 11:01 |
| Día 1 | TC2   | El Atazar     | km        | 11:55 |
| Día 1 | TC3   | El Berrueco   | km        | 12:23 |
| Día 1 | TC4   | El Molar      | km        | 13:05 |
| Día 1 | TC5   | El Jarama     | km        | 14:07 |
| Día 1 | TC6   | El Vellón     | km        | 15:49 |
| Día 1 | TC7   | El Atazar     | km        | 15:49 |
| Día 1 | TC8   | El Berrueco   | km        | 16:17 |
| Día 1 | TC9   | El Molar      | km        | 16:59 |
| Día 1 | TC10  | El Jarama     | km        | 18:01 |
| Día 1 | TC11  | El Vellón     | km        | 18:49 |
| Día 1 | TC12  | El Atazar     | km        | 19:43 |
| Día 1 | TC13  | El Berrueco   | km        | 20:11 |
| Día 1 | TC14  | El Molar      | km        | 20:53 |
| Día 1 | TC15  | El Jarama     | km        | 21:35 |
| Día 2 | TC16  | El Espartal   | km        | 08:54 |
| Día 2 | TC17  | Venturada     | km        | 09:34 |
| Día 2 | TC18  | Montecalvillo | km        | 10:04 |
| Día 2 | TC19  | La Sima       | km        | 10:37 |
| Día 2 | TC20  | El Espartal   | km        | 11:47 |
| Día 2 | TC21  | Venturada     | km        | 12:27 |
| Día 2 | TC22  | Montecalvillo | km        | 12:57 |
| Día 2 | TC23  | La Sima       | km        | 13:30 |

## Clasificación final
| Pos. | Piloto               | Copiloto             | Automóvil                  | Tiempo  | Diferencia |
| ---- | -------------------- | -------------------- | -------------------------- | ------- | ---------- |
| 1.   | Carlos Sainz         | Luis Moya            | Toyota Celica GT-4 (ST165) | 2:31:56 | 0.0        |
| 2.   | Alessandro Fiorio    | Luigi Pirollo        | Lancia Delta Integrale 16V | 2:32:36 | +40        |
| 3.   | Jesús Puras          | Tomás Aguado         | Ford Sierra RS Cosworth    | 2:39:02 | +7:06      |
| 4.   | Borja Moratal        | Alfredo Rodríguez    | Opel Kadett GSI 16V        | 2:45:11 | +13:15     |
| 5.   | Fernando Brizuela    | Juan Carlos Dorado   | Ford Sierra RS Cosworth    | 2:48:56 | +17:00     |
| 6.   | Josep María Bardolet | Josep Autet          | Ford Sierra RS Cosworth    | 2:51:51 | +19:55     |
| 7.   | Mercedes Rueda       | Berta Ariz-Navarreta | Renault 5 GT Turbo         | 2:53:12 | +21:16     |
| 8.   | Pedro Javier Diego   | Icíar Muguerza       | Peugeot 205 GTI 1.9        | 2:58:28 | +26:32     |
| 9.   | Arturo Rial          | Juan Brun            | Citroën AX Sport           | 2:59:56 | +28:00     |
| 10.  | Francisco Cima       | José Eguibar         | Renault 5 GT Turbo         | 3:00:55 | +28:59     |